# Aminata Sana Congo
Pour les articles homonymes, voir Sana et Congo.
Aminata Sana Congo est une informaticienne, femme politique et diplomate burkinabè. Elle est ambassadrice du Burkina Faso au Brésil depuis mars 2019.
Elle fut ministre du Développement de l'Économie numérique et des Postes de janvier 2016 à février 2017 au sein du gouvernement de Paul Kaba Thiéba, ainsi qu'ambassadrice du Burkina Faso à Taïwan de 2017 à 2019.

## Carrière professionnelle
Informaticienne de formation, elle exerce en 2003 à la Délégation générale de l’informatique (DELGI). En 2010, elle rejoint le Secrétariat permanent du forum panafricain de partage des meilleures pratiques dans le domaine des TIC et de la Semaine nationale de l’Internet (SP/Forum et SNI) en tant que directrice de l’organisation et de la communication durant 3 ans à l’issue desquels, en 2013, elle devient directrice de la formation et de la promotion de l’expertise nationale dans le domaine des télécoms/TIC . Impliquée dans la promotion des TIC, elle s’active aussi dans plusieurs associations, notamment Burkina NTIC, TIC-Genre et TIC-Édu. 
La situation politique évolue en octobre 2014, avec le soulèvement populaire qui provoque le départ de Blaise Compaoré. Un an après, le Mouvement du peuple pour le progrès (MPP) du président Roch Marc Christian Kaboré remporte les élections générales. Paul Kaba Thiéba est nommé Premier ministre le 6 janvier 2016 et met en place son équipe gouvernementale. Elle y est appelée au poste de  ministre du développement de l’Économie numérique et des Postes le 18 janvier 2016,, avec comme ambition, notamment de mettre en place une infrastructure, un backbone, s'appuyant sur la fibre optique.
Elle est nommée en août 2017 ambassadrice du Burkina Faso à Taïwan,. Le 24 mai 2018, le Burkina Faso rompt cependant ses relations avec Taïwan, après 24 ans de coopération, mettant fin à la mission d'Aminata Sana Congo dans ce pays. Le 8 mars 2019, elle devient ambassadrice du Burkina Faso au Brésil.